# Моссит
Моссит — суміш мінералів колумбіту й тапіоліту, дискредитований мінерал. Спочатку W. C. Brøgger у 1897 році описав знахідку з гранітного пегматиту в Берзі у Норвегії, як новий мінерал, та дав назву за місцем знахідки, що розташовується поряд з містом Мосс.

## Загальний опис
Хімічна формула: (Fe, Mn) (Nb, Ta)2O6.
Склад у % (з родов. Мосс): FeO — 16,62; Nb2O5 — 31,00; Ta2O5 — 52,00.
Домішки: SnO2 (0,18).
Густина 6,93-7,90.
Твердість 6,5-6,75 (до 8).
Колір чорний.
Блиск напівалмазний.
Риса коричнево-бура до бурувато-сірої.
Прозорий у тонких уламках.
У прохідному світлі жовтуватий до червонувато-бурого.